# Ekushey-Buchmesse

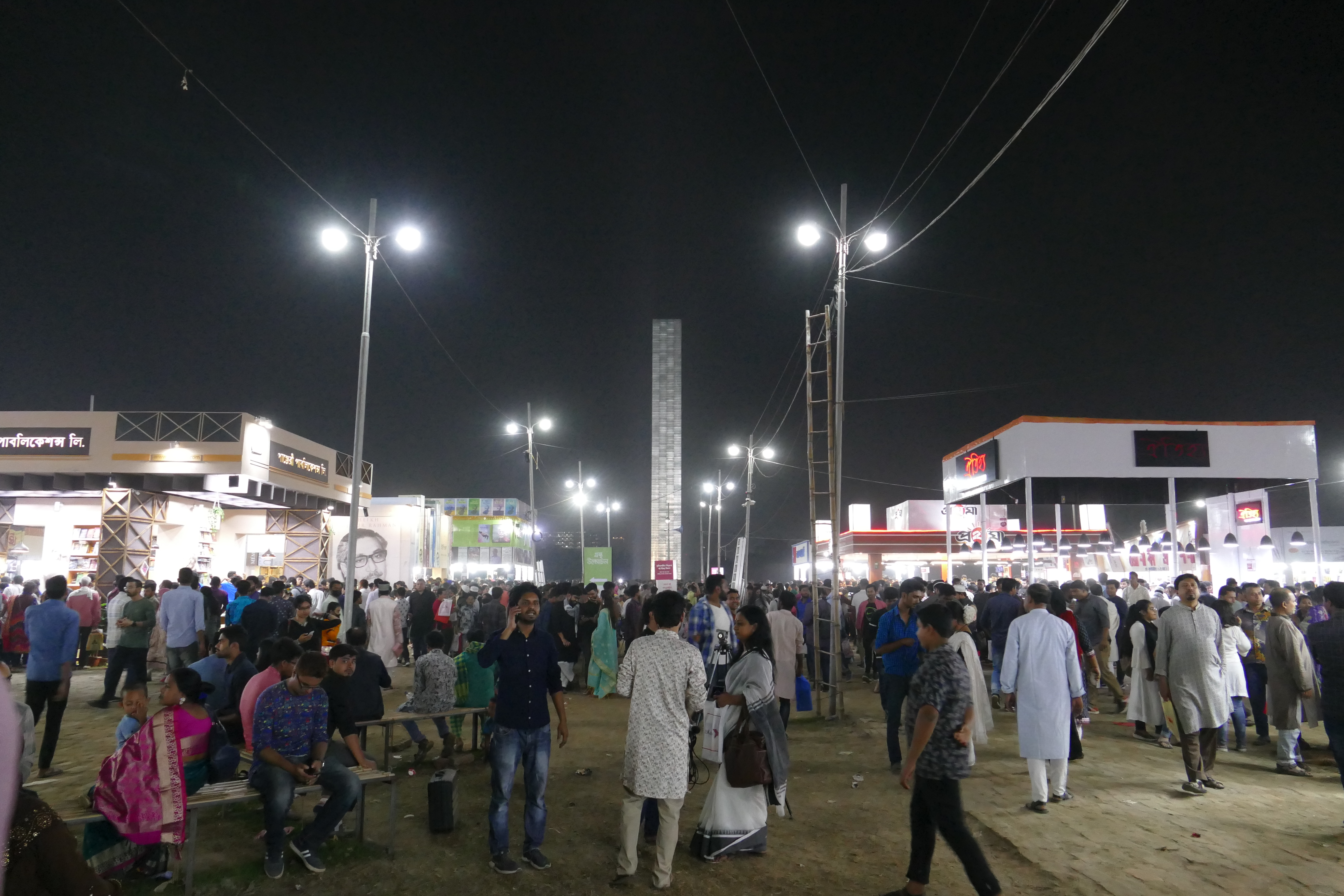
Verkaufsstände und Publikum auf der Ekushey Boi Mela 2020

Die Ekushey-Buchmesse, im Original Ekushey Boi Mela (bengalisch একুশে বই মেলা [ekuʃe bɔi mæla]), auch Ekushey Book Fair, ist eine seit dem Beginn der 1970er Jahre jährlich im Februar stattfindende Buchmesse in Dhaka, Bangladesch. Sie wird von der Bangla Academy auf dem Gelände der Akademie und seit 2013 auch auf dem Gelände des Parks Suhrawardy Udyan veranstaltet und ist dem Gedenken an die Märtyrer der bengalischen Sprachbewegung gewidmet.

## Geschichte
Die erste Vorläuferveranstaltung der Ekushey-Buchmesse fand 1972 am Internationalen Tag der Muttersprache statt. Chittaranjan Saha, Besitzer des Verlagshauses Muktodhara, bot die Bücher seines Verlags auf einem improvisierten Stand unter einem Feigenbaum auf dem Gelände der Bangla Academy an. In den Folgejahren gab es zunächst eine Woche dauernde Verkaufsveranstaltungen für Bücher, die später auf 15 Tage ausgedehnt wurden. Nach und nach wuchs die Ekushey-Buchmesse zu einer einen Monat andauernden Verkaufsmesse unter der Beteiligung eines Großteils der Verlagshäuser des Landes heran.
Im Jahr 2015 wurde die Buchmesse von einem Mord überschattet. Der Autor Avijit Roy wurde während der laufenden Buchmesse von religiösen Fanatikern getötet.
Die Buchmesse ist über die Jahre deutlich gewachsen. 2019 gab es 600 Messestände und weitere 42 Pavillons. Im selben Jahr wurde erstmals auch eine App eingeführt, die die Neuerscheinungen des Jahres auflistet und per GPS Besuchern den jeweiligen Verkaufsstand anzeigt. Auf der Ekushey-Buchmesse 2020 wurden Bücher im Wert von 9,7 Millionen US-Dollar verkauft. Die Zahl der Neuerscheinungen, die auf der Ekushey Boi Mela präsentiert wurden, steigerte sich von 3 444 Büchern in 2016 auf 3 646 in 2017, 4 591 in 2018, 4 834 in 2019 und 4 919 im Jahr 2020. Ein Großteil der Neuerscheinungen sind Gedichtbände, Romane oder Kurzgeschichtensammlungen.
2020 fand die Messe unter dem Motto Birth Centenary of Bangabandhu statt, war also dem hundertsten Geburtstag des Staatsgründers Mujibur Rahman gewidmet. In diesem Jahr gab es auch erstmals einen Messestand mit Büchern aus China, das China Book House, das gleichzeitig auch der einzige ausländische Messestand war.